# Ninasi
Koordinaten: 58° 54′ N, 26° 59′ O

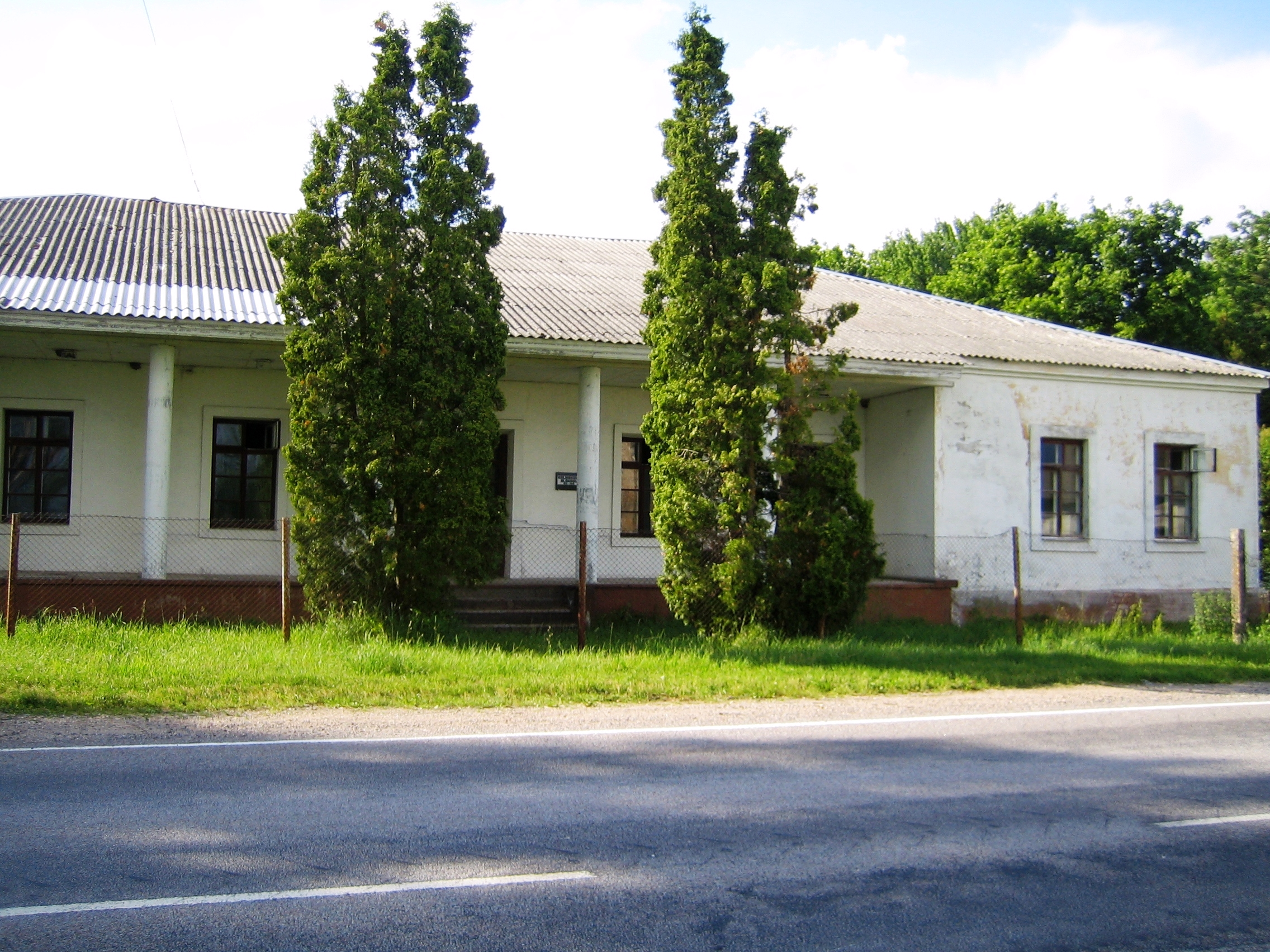
Historische Poststation von Ninasi. Aufnahme aus dem Jahr 2011.

Ninasi ist ein Dorf (estnisch küla) in der Landgemeinde Lohusuu (Lohusuu vald). Es liegt im Kreis Ida-Viru (Ost-Wierland) im Nordosten Estlands.

## Beschreibung und Geschichte
Das Dorf hat 34 Einwohner (Stand 4. Januar 2010). Es liegt am nordwestlichen Ufer des Peipussees (Peipsi järv).
Der Ort wurde erstmals 1599 unter dem Namen Noss urkundlich erwähnt.

## Poststation
Ninasi liegt am 1714 eröffneten Postkurs von Sankt Petersburg über Narva und Tartu nach Riga. In einem Abstand von 20 bis 25 Werst richteten die russischen Behörden Poststationen ein.
Von 1772 bis 1877 war die Poststation von Ninasi in Betrieb. Das bis heute erhaltene weiße Gebäude aus Stein wurde als Typenprojekt errichtet und stammt aus dem Jahr 1824. Die Poststation diente dem Pferdewechsel und der Versorgung von Reisenden. Im Keller befanden sich die Räume der Kutscher, im Erdgeschoss die Warteräume der Reisenden sowie der Speisesaal. Gäste waren unter anderem die Zarin Katharina II., Honoré de Balzac (1843), Robert Schumann, Elias Lönnrot und Franz Liszt.
Von 1892 bis 1916 war in dem Gebäude eine Heilanstalt mit achtzig Plätzen für Lepra-Kranke untergebracht. Anschließend stand das Haus leer. Von 1919 bis 1966 diente das Haus als Grundschule.
Derzeit wird das Gebäude renoviert. Es soll 2013 als Gästehaus wiedereröffnet werden.